# Va, pensiero

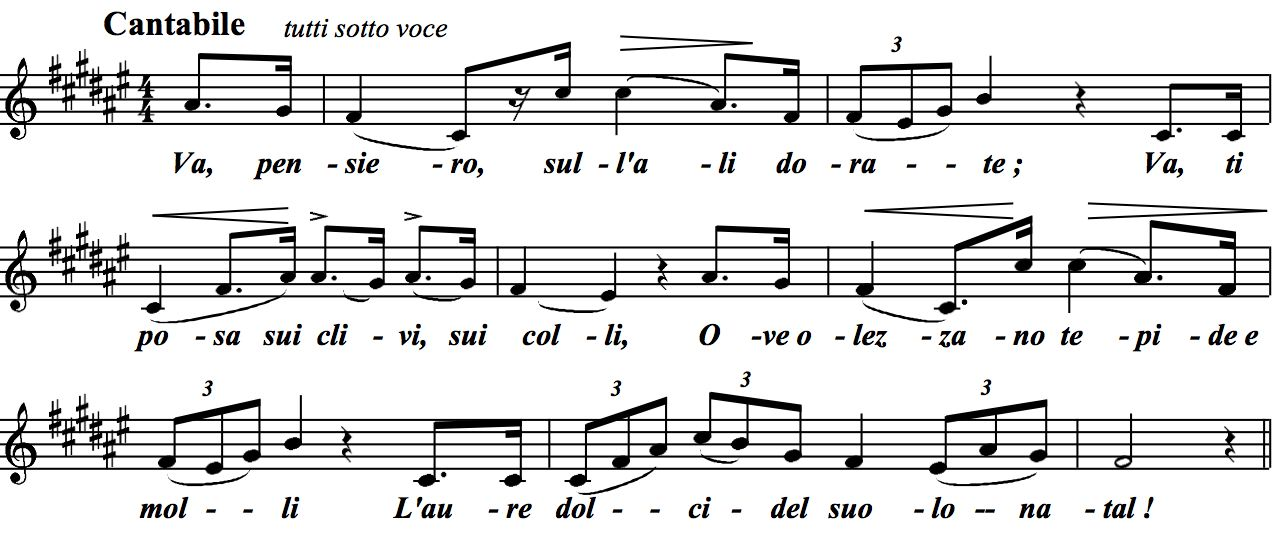
Мелодия и первые строфы «Va, pensiero»

«Va, pensiero» — хор из третьего акта оперы «Набукко» (1842) Джузеппе Верди, наиболее известный музыкальный фрагмент этой оперы.
Слова «Va, pensiero» принадлежат Темистокле Солера — автору либретто «Набукко», но являются парафразом библейского псалма 136 «На реках вавилонских». Исполнители «Va, pensiero» представляют еврейских изгнанников, плачущих в вавилонском плену о потерянной родине и разрушенном Первом Храме.
Критики называли «Набукко» «драмой для хора» и даже «хоральной фреской», такое большое значение в опере имеет хор. Хор пленных иудеев из «Набукко» стал в некотором смысле вторым национальным гимном Италии — именно он звучал при открытии заново отстроенного Ла Скала после Второй мировой войны, а на похоронах самого Верди и на похоронах Тосканини его пел народ.
В 1990-е годы в Италии рассматривалась идея замены излишне политизированного гимна «Fratelli d’Italia» («Братья Италии»), с 1946 года считавшегося «временным», на «Va, pensiero». Только в 2005 году песня «Fratelli d’Italia» приобрела законный статус государственного гимна. Однако до настоящего времени «Va, pensiero» продолжает считаться неофициальным гимном итальянского региона Падания и исполняется на всех мероприятиях итальянской партии «Лига Севера».
В настоящее время хор «Va, pensiero» часто повторяется по требованию публики.

## Текст хора
| Оригинальный текст (итальянский): Va, pensiero, sull’ali dorate; Va, ti posa sui clivi, sui colli, Ove olezzano tepide e molli L’aure dolci del suolo natal! Del Giordano le rive saluta, Di Sionne le torri atterrate… Oh mia patria sì bella e perduta! Oh membranza sì cara e fatal! Arpa d’or dei fatidici vati, Perché muta dal salice pendi? Le memorie nel petto riaccendi, Ci favella del tempo che fu! O simile di Solima ai fati Traggi un suono di crudo lamento, O t’ispiri il Signore un concento Che ne infonda al patire virtù! *3 VOLTE | Русский перевод: Лети, мысль, на золотых крыльях; лети, отдыхая на горах и холмах, туда, где воздух напоен теплом и нежностью, сладостным ароматом родной земли! Поприветствуй берега Иордана, разрушенные башни Сиона… О, прекрасная утраченная родина! Дорогие, роковые воспоминания! Золотая арфа древних пророков, почему, немая, ты висишь на вербе? Пробуди память в сердце, расскажи о былом времени! Пусть прозвучит твой стон, столь же горький, как судьба Иерусалима, пусть Господь внушит тебе мелодию, которая даст нам силы страдать! |

На русском языке номер также известен на слова «Ты прекрасна, о Родина наша…», в которых нет упоминаний про Израиль, и угадывается скорее Россия («… И цветами покрыты луга. Полноводны могучие реки, …»).